# Balistoides
Balistoides è un genere di pesci ossei marini appartenente alla famiglia Balistidae.

## Distribuzione e habitat
Le due specie sono endemiche dell'Indo-Pacifico tropicale e sono legate all'ambiente corallino.

## Specie
- Balistoides conspicillum
- Balistoides viridescens[1]